# 仲谷義明
仲谷 義明（なかや よしあき、1925年（大正14年）10月27日 - 1988年（昭和63年）11月18日）は、日本の政治家、自治官僚。元愛知県知事（2期）。

## 来歴・人物
愛知県渥美郡神戸村（現・田原市）で農業を営んでいた父親の仲谷清一は第一次世界大戦の好況にあおられ、田畑を売り、機屋（はたや）を始めた。ところがつぶれてしまい、夜逃げ同然で一家は名古屋市に出た。1925年10月27日、仲谷は名古屋市西区桜木町3丁目で出生した。父親は織機会社のあとミシン会社に勤め、やがて仲谷ミシン商会として独立した。
名古屋市立新道尋常小学校、愛知県立明倫中学校卒業。1945年3月、第四高等学校文科甲類卒業。同年4月、東京帝国大学法学部政治学科に入学。入学から約3か月後に陸軍に入営。幹部候補生の代表としてよく殴られたという。
1948年9月、大学を卒業。同年10月に自治省に入省。岐阜県庶務課長、知事公室次長などを経て、1960年、愛知県庁へ。水道部長、労働部長などを歴任。
1969年4月16日、愛知県教育委員会の教育長に就任。教育長在任中には学校群制度を定め、管理教育を推し進めるが、1974年以降の新設校の学校群への組み込みは頓挫し、各校で単独選別を実施した。学校群制度推進の当事者でありながら、自らの子弟の学校群受験を回避、私立進学校に進学させたことは、当時物議を醸した。

### 愛知県知事に初当選
1974年春、翌年の知事選不出馬を決めていた現職6期目の桑原幹根知事は副知事の鈴木義苗に立候補を要請するが、「私には選挙は耐えられません。知事という激務にも耐えられません」と固辞される。次に桑原が考えたのが教育長の仲谷だった。桑原は同年4月から病気療養中であったもう一人の副知事、寺井久に辞任を促し、寺井は7月31日付で辞職。そのあとを受けて仲谷は8月1日に副知事に就任した。桑原は民社党と愛知地方同盟に接触し、仲谷推薦を打診。8月29日、桑原は不出馬を正式表明。民社党は9月末、「共産党が入る共闘には参加できない」と社会党の全野党共闘申し入れを拒否するが、党大会でいったん社公民路線を承認した。10月末、民社党は候補者選びで公明党と共同歩調を取ることを決め、やがて名古屋市立大学学長の高木健太郎の名が浮上する。高木が出馬の意向を表明しようとした矢先の11月15日、民社党は「社公民を離脱し、仲谷を擁立する」と発表し、11月30日に仲谷推薦を決定した。12月9日、仲谷は知事選への出馬を表明。
1975年2月9日に行われた愛知県知事選挙に自民党・民社党の推薦を受けて立候補。社会党・共産党の推薦と公明党の支持を得た元参議院議員の成瀬幡治らを破り初当選を果たした。

### 名古屋オリンピック誘致失敗
1976年の秋に大島靖大阪市長が「大阪でオリンピックを」と発言。大島の考えはすぐに立ち消えになったが、これにヒントを得て「名古屋オリンピック誘致」を思いついたのが名古屋商工会議所会頭だった東海銀行会長の三宅重光であった。三宅は商工会議所の事務局に資料集めをさせたあと、1977年4月に愛知県公館を訪れ、仲谷に「名古屋でオリンピックを考えてみませんか」と提案した。仲谷は、国際オリンピック委員会理事の清川正二の情報をもとに準備を始め、同年8月25日、名古屋オリンピック誘致計画を新聞紙上で発表した。しかし発表時、名古屋市長の本山政雄は日米市長会議に出るためワシントン州シアトルに滞在中で、市関係者にとっては寝耳の水であった。オリンピック憲章では、開催権は都市にあるとされていたが、仲谷は憲章改正によって複数都市による広域開催が可能になり、その場合は県に開催権が移ると読んでいた。広域開催は認められるようになったが、開催権は従来どおりのままとなった。本山市長がしぶしぶ賛成したことが、その後の招致活動に微妙な影を落とした。
1978年12月、第三セクター「桃花台新交通」代表取締役会長に就任。
1979年2月に行われた知事選に自民・公明・民社の推薦を受けて立候補し、日本共産党公認の宮崎雄介を破り再選。宮崎の推薦者には早乙女勝元、山本薩夫、真下信一、丸木政臣、自治労愛知県本部執行委員長の中原東四郎らがいた。
同年4月の統一地方選挙で民社党は愛知県議会の第2党となった。そして議会の役職ポストを独占していた自民党に対し、仲谷を通じて「せめて監査委員ぐらい渡してほしい」と要求した。ところがこれが元で仲谷は「議会人事になぜ知事が口を出すのか」と自民党の怒りを買ってしまう。春日一幸率いる愛知の民社党は仲谷県政の下、発言力を強めていくが、自民党は不満を鬱積させ、そのはけ口を仲谷に向けた。
1981年9月30日、IOC総会の決議投票によりライバルの韓国ソウルが夏季オリンピック開催地に決定した。楽観ムードによる油断、ロビー活動の不備、反対派のねばり強い抗議運動などが敗因として挙げられた。招致は絶対成功すると見込んでいた地元マスコミは報道特別番組まで編成したものの、開催都市決定の瞬間、スタジオはしんと静まりかえった。
1982年1月、年頭の名刺交換会で記者団に仲谷3選について問われた春日一幸は「可もなく不可もなし。ならば3選と決めるのが妥当だ」と答えた。この発言に端を発して仲谷降ろしの風が吹き荒れた。同年5月17日、翌年の知事選不出馬を表明。1983年2月14日、2期で知事の職を退いた。

### 自殺
1983年、ナゴヤ球場社長に就任。1985年、愛知医科大学理事長に就任。
1988年10月2日、ソウルオリンピックが閉幕。
同年11月18日午後9時頃、名古屋市中区栄1丁目にある自身の事務所で首吊り自殺しているのを家族によって発見された。ワイシャツ姿でネクタイを締めたままであった。63歳没。仲谷は死の1か月ほど前から愛知医科大学の関係者に「風邪をひき体調がおかしい」ともらしており、警察は体調を崩したのを苦にして発作的に自殺したとみて調査を行ったが、原因は不明のままである。一部からは「ソウルオリンピックを見届け、名古屋オリンピック誘致失敗の責任をとって自殺した」との推測もあった。

## 著書
- 『ゆとりある教育―母親はいま何を考えたらよいか』第一法規出版、1974年。
- 『素直に生きて―仲谷義明遺文集―』仲谷貞子、1992年8月3日。